# Știr
Știrul (Amaranthus retroflexus) este o specie de plante din familia Amarathaceae.
Deși știrul este considerat o buruiană, în grădinile organice ajută la aerisirea solului. Frunzele sunt comestibile și au gust asemănător spanacului. În ceea ce privește animalele domestice, precum vitele și porcii, știrul are proprietăți toxice.
Anumite specii de Amaranthus au fost consumate de către oameni (în special în America de Sud - Mexic-5000 a.C.) încă de acum 7000 ani datorită faptului că această plantă este mai hrănitoare chiar mai mult decât porumbul, grâul, sau alte cereale. Se pot consuma atât frunzele proaspete, cât și semințele uscate sub diferite forme. În plus, cultivarea ei este foarte ușoară deoarece este foarte rezistentă din punct de vedere climatic.
Populațiile străvechi ale Asiei menționau această buruiană ca având rangul de regină a nemuririi, aztecii o socoteau hrană a imortalității, iar grecii antici o denumeau „amaranthus“, adică planta care nu moare.